# One Way Ticket (To The Blues)
One Way Ticket (To The Blues) är ursprungligen en låt framförd av Neil Sedaka 1959. Låten är skriven av Hank Hunter och Jack Keller.
20 år senare, dvs 1979 framförde gruppen Eruption en cover på denna låt som var omgjord av Frank Farian. Denna låt fanns på topplistorna över stora delar av Europa.
I Sverige spelade Bruno Glenmarks Orkester in låten med Eleanor Bodel som vokalist (1969). Den versionen låg på listan Tio i Topp. Även den svenska popduon Visitors har gjort en cover av låten på sitt album "Two" som kom 1988.